# Punamöss
Punamöss eller puñamöss (Punomys) är ett släkte hamsterartade gnagare med två arter som förekommer i södra Peru. Namnet syftar på en nästan trädlös region i Anderna som kallas Puna. Där lever arterna 4 400 till 5 200 meter över havet.
Arterna är:
- Punomys kofordi hittas norr om Titicacasjön.
- Punomys lemminus lever väster om Titicacasjön.

## Beskrivning
Dessa gnagare påminner om lämlar med medellång svans. De når en kroppslängd (huvud och bål) av 13 till 16 cm, en svanslängd av 4,5 till 8 cm och en vikt omkring 80 gram. På ovansidan har pälsen en grå till brun färg och buken är ljusare grå till vitaktig. Fötterna och svansen är på ovansidan grå och på undersidan svart respektive vit. Vid tårna finns korta klor.
Födan utgörs huvudsakligen av två örtarter som är vanlig i utbredningsområdet. Gnagarna transporterar födan vanligen till en skyddad plats mellan stenar eller bergssprickor. Ungarna av Punomys lemminus föds mellan november och april vid varmt och fuktigt väder. Hos Punomys kofordi sker födelsen däremot under den torra perioden mellan juni och september. Honor föder två till tre ungar per kull.
Ett potentiellt hot består i torrläggningen av arternas levnadsområde. Kanske påverkas de av klimatförändringar. IUCN listar båda arter på grund av de begränsade utbredningsområden som sårbar (VU).

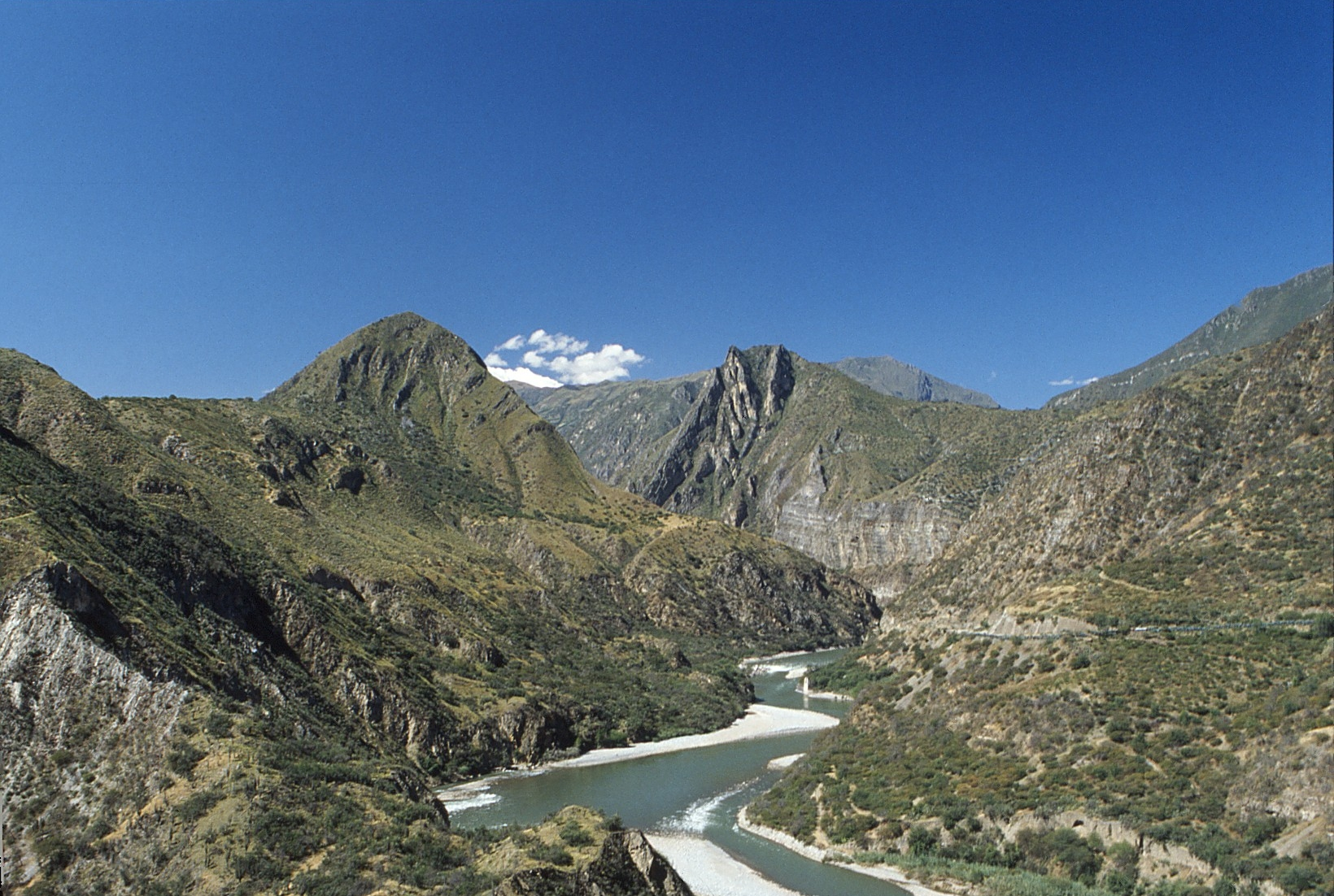
Typiskt landskap i arternas utbredningsområde.